# Dragon japonez

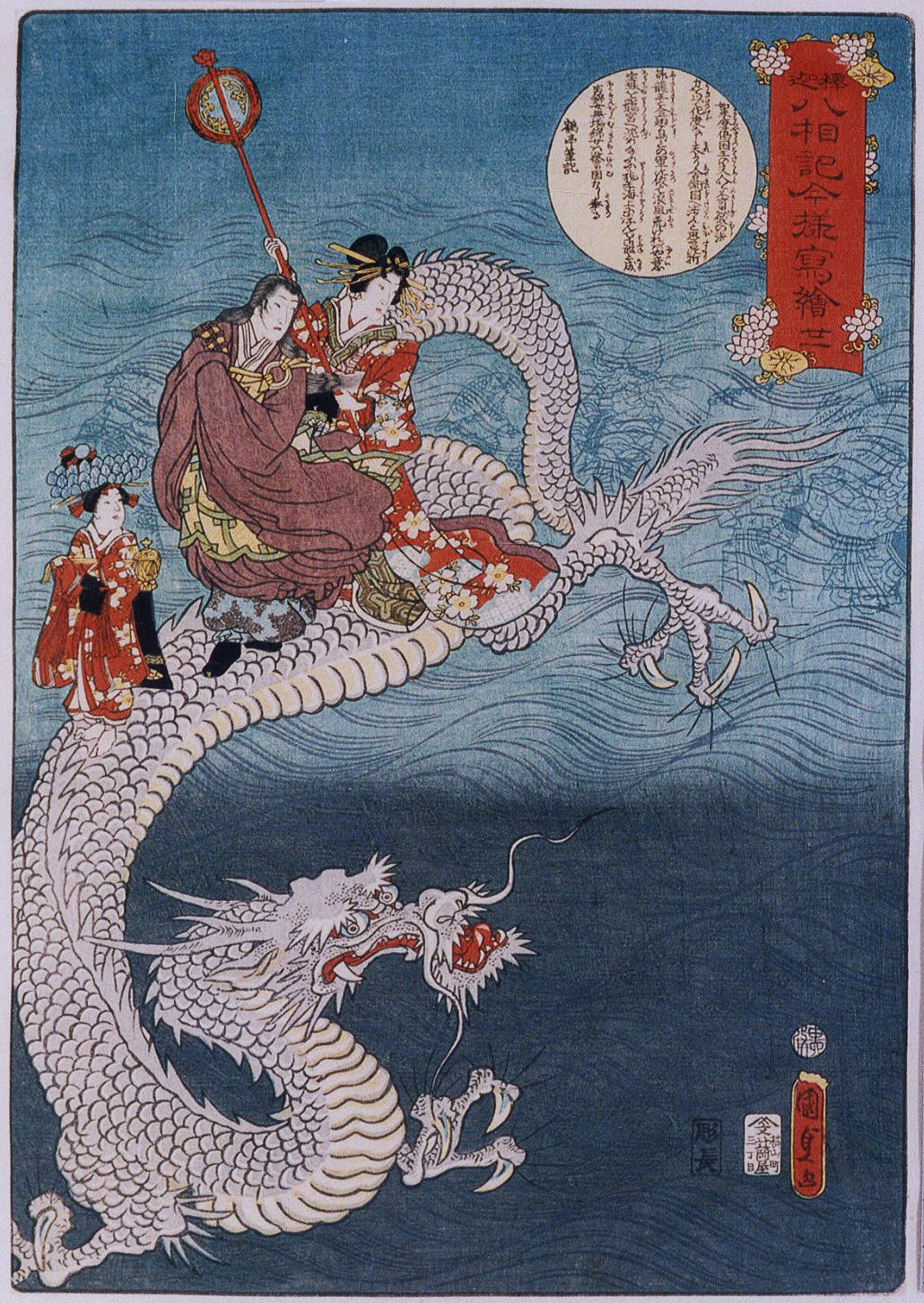
Pictură reprezentând un dragon japonez.

Dragonul japonez (日本の竜 Nihon-no-ryū, Nippon-no-ryū?) este o creatură din mitologia japoneză. Este o ființă ce simbolizează apa și este de cele mai multe ori benefică oameilor, dar există și excepți.

## Origini și importanță
Originile dragonului japonez se află în mitologia chineză. Stilul său a fost inspirat după cel chinezesc: creatură zburătoare cu trup alungit de șarpe, patru picioare cu gheare, mustăți și coarne. Diferența principală dintre cel chinezesc și cel japonez este faptul că cel chinezesc are patru gheare la picioare în timp ce cel japonez are doar trei. O altă diferență importantă ar fi faptul că spre deosebire de cel chinezec, dragonul japonez nu apare chiar atât de des în povestirile și credințele populare.
Prima referire scrisă la dragonii japonezi o găsim în Kojiki și Nihon Shoki unde ne este prezentată lupta zeului Susanoo cu dragonul Yamata no Orochi. Tot  În acete texte ne sunt prezentați alți dragoni precum Mizuchi, Watatsumi și Wani.
Din mitologia chineză au fost adoptate multe alte concepte referitoare la dragoni. Legenda regilor dragoni, cei patru regi dragoni ce conduc mările lumii: Ao Kuang (în japoneză Gōkō), regele dragon al Mării de Est, Ao Jun (Gōjun) regele dragon al Mării de Vest, Ao Shun (Gōsun), regele dragon al Mării de Nord și Ao Chin (Gōkin), regele dragon al Mării de Sud.
Dragonul japonez a devenit cu adevărat important după secolul al VI-lea, odată cu introducerea budismului în Japonia. Budismul a definitivat credința în dragoni prin asimilarea lor cu acei naga, zeități indiene sub formă de șarpe. Acest lucru este dovedit prin faptul că misionarii budiști când au tradus textele sfinte ale budismului în japoneză au folosit cuvântul ryū (dragon) pentru a-i desemna pe naga. Cel mai notabil exemplu se află în Sutra Lotusului când sunt menționați printre cei ce au ascultat predica lui Buddha și Cei opt regi naga (八大竜王 Hachidai ryūō (ja)?). Dragonul este unul dintre cei opt pasznici supranaturali (八部衆 Hachibushū (ja)?) ai lui Buddha. Dragonii reprezintă elementul apei și sunt binevoitori cu oamenii, dar există și dragoni ce fac rău oamenilor. Cel mai mare dușman al acestor dragoni este vulturul Garuda, și se spune că nici un dragon nu scapă nedevorat decât dacă devine binevoitor și a trecut la învățătura budistă sau are un talisman budist.
De-a lungul timpului, dragonii au fost destul de rar reprezentați în arta budistă japoneză. Cu toate acestea, puținele imagini păstrate sunt adevărate opere de artă. În prezent dragonul japonez a devenit subiectul a nenumărate filme, seriale și animații, cel mai celebru fiind Dragon Ball.